# Liebeskuss am Bosporus
Liebeskuss am Bosporus ist eine deutsche Filmkomödie von Regisseur Berno Kürten. Die Erstausstrahlung der ZDF-Produktion war am 11. April 2011. Mit Schlaflos in Istanbul sendete das ZDF am 5. Juni 2014 eine Fortsetzung.

## Handlung
Jakob ist ein altmodischer, weltfremder Junggeselle, der seiner Vermieterin Geld schuldet und monatelang an einem klassischen Musikstück gearbeitet hat. Die  Plattenfirma, der er es verkaufen möchte, ist pleitegegangen. Eine andere, die allerdings nur Pop-Musik produziert und für sein klassisches Werk kein Interesse hat, schickt ihn nach Istanbul, um einen Türk-Pop-Song als Sommerhit des Jahres zu finden.
Didem ist eine quirlige Türkin, die in Berlin lebt, Modedesign studiert und später mit ihrer Studienfreundin ihr eigenes Modelabel Babylonia Fashion gründen will. Ihr Vater möchte, dass sie später sein Textilunternehmen übernimmt und denkt, dass sie in Berlin Wirtschaft studiert. Als ein Brief mit der Exmatrikulation von ihrer (angeblichen) Universität kommt, fliegen die besorgten Eltern zu ihrer Tochter nach Deutschland. Didem wird von ihrem Onkel Ali gewarnt, der eigentlich auf sie aufpassen sollte, aber stattdessen mit ihr Kleidung entwirft. Nun muss sich Didem, die vorher mit ihrem deutschen Freund in dessen Wohnung lebte, schnell eine eigene Wohnung zulegen. Jakob und Didem treffen sich zufällig auf der Straße und beschließen spontan einander zu helfen. Didem darf Jakobs Wohnung fünf Tage lang benutzen, dafür bekommt er die Wohnung ihrer Eltern in Istanbul. Jakob hat in seiner Wohnung kleine Zettel aufgehängt, um ihr zu sagen, was sie darf und was nicht, doch sie und ihre Freunde kümmern sich nicht darum und werfen die Zettel weg. Als ihre Eltern kommen sind diese erst einmal zufrieden.
Jakob ist derweil nach Istanbul gekommen und wird von Didems Bruder Serkan am Flughafen abgeholt. Jakob macht sich gleich auf die Suche nach dem Hit und versucht sein Glück im Club, in dem Serkan als DJ arbeitet. Im Laufe der Zeit findet er bei Straßenmusikanten die Musik, die er suchte. Er kehrt vorzeitig nach Berlin zurück und wird von Didems Eltern nackt im Bad entdeckt. Sie müssen nun ihren Eltern ein verliebtes Paar vorspielen, was Didems Vater durchschaut. Er bietet Jakob Geld an, dass dieser Didem aufgibt. Jakob hatte sich allerdings wirklich in Didem verliebt, braucht aber auch das Geld, weil er das mitgebrachte Musikmaterial nicht verkaufen kann. In seiner Not geht er zu einem Pfandleiher, der ihn in sein altes Tonstudio mitnimmt. Dort nehmen sie zusammen mit zwei rappenden Türken den Song Kuss-Kuss am Bosporus auf.
Nach handgreiflichen Differenzen zwischen Jakob und Didems Ex-Freund, dem Besitzer eines Plattenlabels, der den Song veröffentlichen sollte, fliegen Didem und ihre Eltern zurück nach Istanbul. Obwohl Didem sich weigert, da sie ihre Abschlussprüfung als Modedesignerin noch nicht abgelegt hat, setzen sich ihre Eltern durch. Da aber ihr Onkel und Jakob dem Leiter des Kurses das Kleid vorstellen, wird Didem in Abwesenheit staatlich anerkannte Modedesignerin. Jakob leiht sich noch einmal Geld vom Pfandleiher, um nach Istanbul zu fliegen und dort Didem zu treffen. Dort schafft er es, sie und ihre Eltern von ihrer Liebe zu überzeugen.

## Kritiken
„Konventionelle, gleichwohl liebeswürdig-frische romantische (Fernseh-)Komödie, die ebenso vom spielfreudigen Charme ihrer Darsteller wie von den kulturellen Differenzen der Musik lebt.“

„Erfreulich ist vor allem, dass der Film auf das Klischee einer türkischen Familie verzichtet, die immer noch nicht richtig in Deutschland angekommenen ist. Statt dessen zeigt er eine türkische Lebenswelt, die bei uns viel zu selten Beachtung findet. Und zum Schmunzeln bringt er einen auch.“